# Chrysomphalus mume
Chrysomphalus mume är en insektsart som beskrevs av Tang 1984. Chrysomphalus mume ingår i släktet Chrysomphalus och familjen pansarsköldlöss. Inga underarter finns listade i Catalogue of Life.